# San Pelayo (Villayón)
San Pelayo (oficialmente en eonaviego San Polayo) es un pueblo del concejo de Villayón (Principado de Asturias, España), con categoría de Caserío.
Su parroquia es Arbón. La escasa población ha pasado de 85 habitantes (43 mujeres y 42 hombres) en 2000 a 79 habitantes (37 mujeres y 42 hombres) en 2006.
Situado a 100 m sobre el nivel del mar, a su paso se encuentra el río Navia, cuya ciudad está a 6 km. La carretera AS-25 la une con Navia y Villayón. El código postal es 33718. La festividad es el día 26 de junio en que se celebra a su patrón San Pelayo mártir.